# Jardín zoológico de Belo Horizonte
El Jardín zoológico de Belo Horizonte (en portugués:Jardim Zoológico de Belo Horizonte) está localizado en la región de Pampulha y representa uno de los más importantes puntos turísticos de la ciudad de Belo Horizonte en Brasil. Su inauguración se produjo en enero de 1959. Actualmente la responsabilidad de la administración del jardín zoológico es de la Fundación Zoo-Botánica de Belo Horizonte, cuyo 80% de los costos financieros son otorgados por la Prefectura de Belo Horizonte y el restante viene por vía de los ingresos de entrada y venta de plantas de semillero.